# Scappo a casa
Scappo a casa è un film italiano del 2019 diretto da Enrico Lando e interpretato da Aldo Baglio, per la prima volta protagonista di un film da solista senza i due colleghi Giovanni e Giacomo.

## Trama
Michele è un uomo famoso, superficiale e razzista, la cui vita è basata sulla conquista di belle donne e sull'ostentare status symbol di lusso sui social network e non solo. La sua vita, però, cambia durante un viaggio a Budapest. Derubato della sua costosa auto, dei documenti e del portafoglio dopo una notte di bagordi a base di sesso, alcool e pasticche, viene successivamente aggredito da tre immigrati davanti ad una pattuglia di polizia, che poi lo arresta e lo consegna in un campo di detenzione poiché scambiato per un clandestino (gli aggressori avevano rubato i documenti di Michele).
Da lì riesce a scappare con quattro detenuti di colore, prima rubando la stessa auto della polizia che l'aveva arrestato e poi proseguendo a piedi. 
Arrivati alla frontiera si separa dagli altri, tranne Mugambi che era sparito dalla sera prima, e continua da solo. Incontra una donna con l'auto in panne, Ursula, che si rivela essere la comandante della locale stazione di polizia slovena e che lo arresta. Nella cella accanto ritrova Mugambi e dopo una serie di insulti reciproci, Michele si accorge che la porta della sua cella è aperta, così fa scappare anche Mugambi.
Una volta fuori si scopre che Ursula li ha fatti scappare volutamente, per mandarli verso una prigione diversa, un campo di lavoro per migranti senza documenti. Lì Michele incontra Babelle, una bella ragazza con cui poi scappa insieme a Mugambi. La mattina dopo Babelle è sparita e si scopre che ha estorto a uno il luogo e all'altro la combinazione per aprire una cassaforte che contiene dei documenti falsi per entrare in Italia.
Riescono comunque tutti e tre a ritrovarsi nella stanza, ma Babelle dà una scarica col taser a entrambi e ruba i documenti falsi per scappare. Alla fine, Michele si risveglia sentendo il coro degli alpini, ruba una divisa, ma lo scoprono mentre sta passando il confine, lo arrestano e lo riportano in Slovenia, mentre Babelle e Mugambi approfittano della confusione per entrare in Italia. Michele cerca di convincerli di non essere tunisino.

## Produzione
Il film è stato prodotto da Paolo Guerra per Agidi Due e dalla Medusa Film, la quale ha curato la distribuzione.

## Colonna sonora
La colonna sonora del film include il brano Chiedimi come degli Oblivion, scritto ed interpretato dal gruppo appositamente per il film e distribuito come singolo in edizione digitale il 12 marzo 2019.

## Distribuzione
Il film è uscito nelle sale italiane il 21 marzo 2019.

## Accoglienza

### Incassi
Il film ha incassato 1,1 milioni di euro.